# Dean Gordon
Dean Dwight Gordon (* 1. Februar 1973 in Croydon, London) ist ein ehemaliger englischer Fußballspieler. Der zumeist als Linksverteidiger eingesetzte Gordon spielte im Laufe seiner Karriere bei Profiteams in England, Zypern und Neuseeland.

## Karriere

### Profi in England
Gordon spielte in der Jugend von Crystal Palace und erhielt 1991 seinen ersten Profivertrag. In seiner ersten Saison kam er auf fünf Einsätze in der ersten Mannschaft, wurde klubintern zum Young Player of the Year gewählt und stieg in die Premier League auf. Crystal Palace war in der Folge eine typische Fahrstuhlmannschaft. Den Erstligaaufstiegen 1992, 1994 und 1997 stehen drei Abstieg in den Jahren 1993, 1995 und 1998 gegenüber. Während Gordon bei den Abstiegen 1993 und 1995 dem Verein treu blieb, wechselte er nach dem Abstieg von 1998 für 900.000 £ Ablösesumme zum Erstligaklub FC Middlesbrough.
In seiner ersten Saison bei Middlesbrough war Gordon fester Bestandteil der Mannschaft und verpasste nur ein Ligaspiel. Nach einer schweren Knieverletzung schaffte er es nicht mehr sich in die Stammmannschaft zu spielen. Im November 2001 wurde er für einige Zeit an Cardiff City verliehen und wechselte am Saisonende ablösefrei zu Zweitligist Coventry City. Im März 2004 wurde er als Ersatzmann von Nicky Shorey bis Saisonende an den FC Reading verliehen.

### Wanderjahre
Nach einem erfolglosen Probetraining beim schottischen Klub Hibernian Edinburgh wechselte Gordon im August 2004 zum Viertligisten Grimsby Town, bevor er im März 2005 England verließ und für einige Monate zum zyprischen Klub APOEL Nikosia wechselte.
Bereits im Oktober 2005 kehrte er nach England zurück und schloss sich dem Amateurklub Crook Town an. Dort spielte er bis Anfang 2006, als er einen einmonatigen Vertrag beim FC Blackpool unterschrieb, der aber bereits im Februar nicht verlängert wurde. Bis zum Saisonende 2006 kam Gordon noch bei den Amateurklubs FC Lewes, Crook Town und Worksop Town zum Einsatz.
Im Juni 2006 schloss sich Gordon dem neuseeländischen Klub Albany United an, wechselte aber bereits kurze Zeit später zum neuseeländischen Meister Auckland City. Nach nur fünf Spielen für Auckland und kurz vor der FIFA Klub-Weltmeisterschaft 2006 unterschrieb Gordon einen Profivertrag beim neuseeländischen A-League-Klub New Zealand Knights.
Für die Knights absolvierte Gordon bis zum Saisonende sechs Einsätze und kehrte nach der Auflösung des Teams nach England zurück. Dort setzte er seine Laufbahn zunächst beim Amateurteam Lewes fort, um nur kurze Zeit später zum abstiegsgefährdeten Viertligisten Torquay United zu wechseln. Gordon kam zu acht Einsätzen für Torquay, konnte den Abstieg ins Amateurlager aber nicht verhindern und wurde zum Saisonende entlassen. Ende 2007 absolvierte Gordon sieben Partien für Whitby Town in der Northern Premier League, ab Sommer 2008 spielte er für deren Ligakonkurrent Ilkeston Town. Nach einer kurzen Leihphase beim FC Glapwell um die Jahreswende 2008/09 wechselte er im März 2009 zum AFC Workington, wo er sich als „Stand-by-Fußballer“ Woche für Woche zur Verfügung stellte.

### Auswahlteams
Zwischen 1994 und 1995 kam Gordon zu insgesamt 13 Einsätzen in der englischen U-21-Auswahl. 1994 gewann er mit der Mannschaft das Turnier von Toulon.